# 小倉正宏
小倉 正宏（おぐら まさひろ、1946年 - 2021年）は、劇作家・ドイツ文学者。

## 来歴
岡山県出身。1970年京都大学文学部独文科卒業。奈良県在住。
清教学園中学校・高等学校教諭 (1971-2007)。奈良女子大学文学部大学院・学部ドイツ文学専攻非常勤講師 (2002-2007)。 

## 執筆作品

### 評論・随筆
- 「劇作抄」
- 「麦笛」
- 「光と闇我らが世紀」（2000年）三一書房
- 「アメリカ合衆国そして日本とドイツ」（2002年）
- 「護憲の論理18のポイント」（2007年）三一書房
- 「人類人々の喜びと悲しみの409の詩歌・言葉」（2018年）澪標 (出版社)

### 戯曲
- 「近江国安義橋余話」
- 「七条大宮月照白骨記」
- 「鹿鳴吉野滝水音」
- 「応仁色道記」（第26回コスモス文学賞）

### 訳書
- 「ドイツ強制収用所での勇者たちの群像」（レマルク）
  - レマルクDer Funke Leben「生命の火花 ドイツ強制収容所における勇者たち」（彩流社、2012）※上記の改訂版
- 「ドイツ高校歴史教科書（現代史）」明石書店